# تنوع بوم‌سازگان

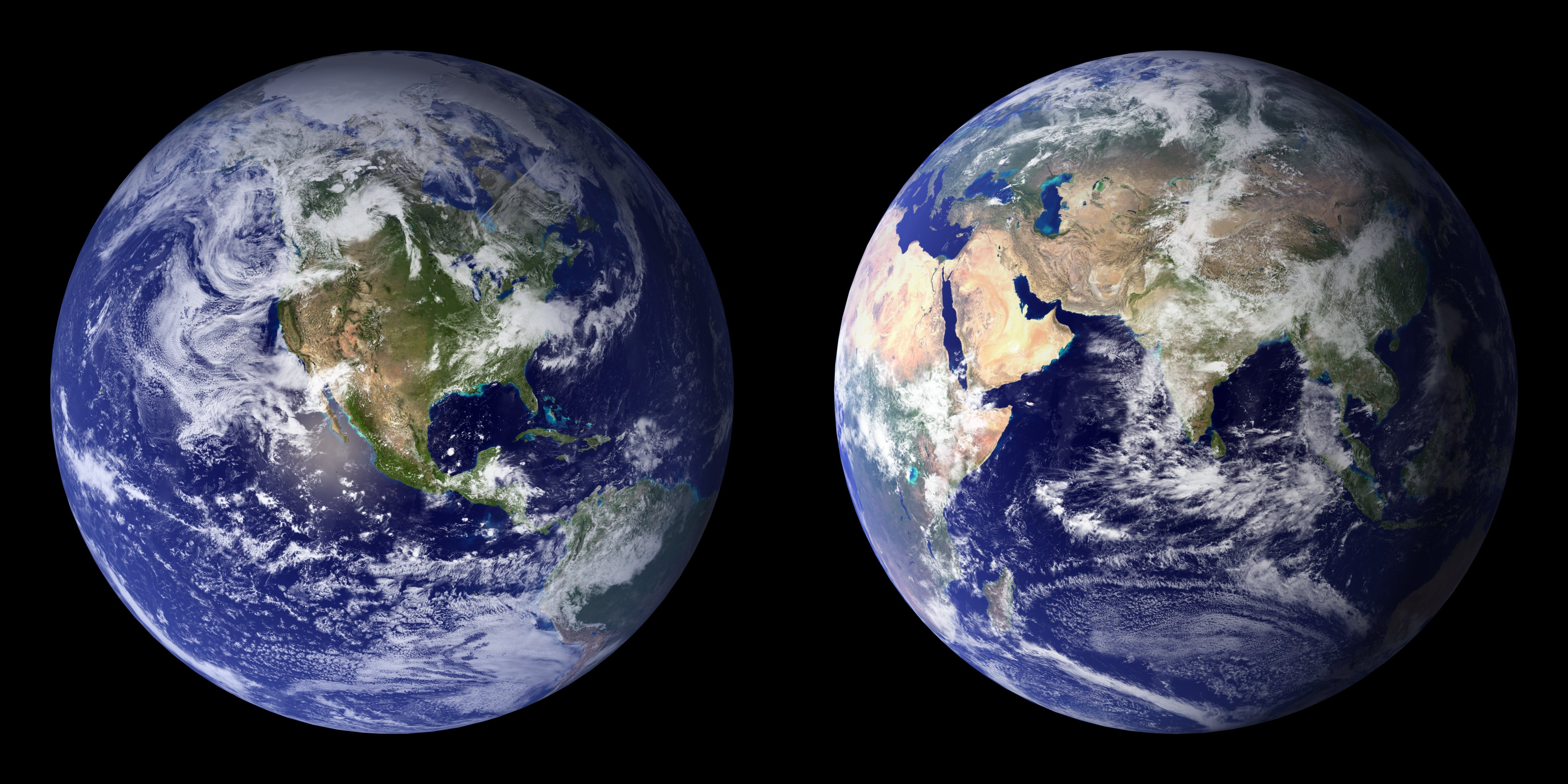
زمین دارای اکوسیستمهای متنوع و تنوع سیستم بوم‌شناختی بسیاری است. اینها تصویر ترکیبی ناسا از زمین هستند: ۲۰۰۱ (سمت چپ)، ۲۰۰۲ (راست)، با عنوان مرمر آبی.

تنوع بوم‌سازگان یا تنوع اکوسیستم به تغییرهای اکوسیستم‌ها در یک مکان جغرافیایی و تأثیر کلی آن بر وجود انسان و محیط می‌پردازد.
تنوع اکوسیستم به ویژگی‌های ترکیبی از ویژگی‌های زیستی (تنوع زیستی) و ویژگی‌های غیرزیستی (تنوع زمین) می‌پردازد. این تغییر در اکوسیستم‌های موجود در یک منطقه یا تغییر در اکوسیستم‌ها در کل سیاره است. تنوع بوم‌شناختی شامل تنوع در اکوسیستم‌های آبی و خشکی است. تنوع بوم‌شناختی همچنین می‌تواند تنوع در پیچیدگی یک جامعه زیستی، از جمله تعداد کنام‌های مختلف، تعداد و دیگر فرآیندهای بوم‌شناختی را در نظر بگیرد. نمونه‌ای از تنوع زیست‌محیطی در مقیاس جهانی، تنوع در اکوسیستم‌ها، مانند بیابان‌ها، جنگل‌ها، مراتع، تالاب‌ها و اقیانوس‌ها است. تنوع بوم‌شناختی بزرگ‌ترین مقیاس تنوع زیستی است و در هر اکوسیستم، تنوع گونه‌ای و ژنتیکی زیادی وجود دارد.